# Harold Massingham
Harold Massingham (* 25. Oktober 1932 in Mexborough, Yorkshire; † 13. März 2011 in Stockport, Greater Manchester) war ein britischer Dichter, der einer der bedeutendsten Lyriker aus Yorkshire war und 1968 mit dem Cholmondeley Award ausgezeichnet wurde.

## Leben
Harold Massingham, Sohn eines Bergmanns, besuchte wie der zwei Jahre ältere aus Mexborough stammende Dichter Ted Hughes die Mexborough Grammar School. Nach dem Schulbesuch begann er 1950 ein Studium an der University of Manchester und war nach Abschluss des Studiums 1954 als Lehrer an der Wright Robinson Grammar School in Gorton, einem Stadtteil von Manchester, tätig. 1971 wurde er Lektor an der außeruniversitären Abteilung der University of Manchester.
1965 veröffentlichte er seinen ersten Gedichtband Black bull guarding apples. Er schrieb in vielerlei Hinsicht im Schatten von Hughes, wenngleich er ihm poetisch ebenbürtig war. Vielleicht spürt dieses Buch wirklich den Einfluss von Ted Hughes. Er beschreibt alte Bergleute „da unten, unter Wäldern, unter Berufen, Lungen könnten leiden wie neue Steinbrüche“ (‚down there, under woodland, under professions, lungs could suffer like new quarries‘) und im Titelgedicht der Sammlung hat der schwarze Stier „Gehirne schwärzer als Brombeeren“ (‚brains blacker than blackberries‘) und „er steht, ein Wachbulle, geradewegs auf vier schwarze Füße“ (‚he stands, a watch-bull squarely on four black feet‘). 1968 wurde er mit dem Cholmondeley Award ausgezeichnet. 
1971 erschien im Verlag Macmillan Publishers sein Buch Frost Gods, eine fantastische Mischung aus Mexborough und Angelsächsisch, mit seinen glorreichen Beschreibungen der Schornsteine von Old Denaby, die „wie ausgelöschte Kerzen rauchen“ (‚smoking like snuffed candles‘), und der Idee von Agnes Cassilda Adams „Yorkshire Puddings wie nasse Fensterleder“ (‚Yorkshire Puddings like wet window leathers‘). Das Buch war eine wunderbare Leistung, bei der Massingham auf der Höhe seines Schaffens schrieb. Er beschreibt Frost als einen explodierenden „Luftberg“ (‚air-berg‘), er gibt uns ein Bild von einer Kuh, die „schwerer als ein großes Mahagoni“ (‚heavier than grand mahogany‘) steht, und von einem Spaziergang entlang einer Gasse, wo „Regen sie tagelang versiegelt hat“ (‚rain had siled it down for days‘) und „mein Kragen klebte wie Klebeband, meine Kleidung wie OP-Handschuhe“ (‚my collar clung like Sellotape, my clothing like surgeon’s gloves‘).
Daneben verfasste Massingham auch Gedichte für Kinder und las seine Gedichte in der Sendung Poetry Now von BBC Three. Nach einer Zeit des poetischen Schweigens veröffentlichte er 1992 Sonatas and Dreams beim Yorkshire-Verlag Arc Press, und das Werk erfüllte immer noch die Musik South Yorkshires und das Gewicht gelebter Erfahrung. Er war auch als Kreuzworträtsel-Ersteller bekannt, die er unter dem Pseudonym „Mass“ für The Listener und The Independent verfasste und als „Realisierung von Ideen“ (‚Realisation of ideas‘) bezeichnete. Er hatte viele Jahre in Spanien gelebt, bevor er Anfang 2011 nach Großbritannien zurückkehrte. Aus seiner Ehe mit seiner vor ihm verstorbenen Ehefrau Pat Massingham gingen drei Söhne und eine Tochter hervor.

## Veröffentlichungen
- Black bull guarding apples, 1965
- The magician, 1969
- Storm (after the Anglo-Saxon riddle). A poem, 1970
- Frost-gods. Poems, 1971
- Fifteen poems, 1987
- Sonatas and Dreams, 1992